# Brian Mullen
Brian Patrick Mullen (né le 16 mars 1962 à New York dans l'État de New York aux États-Unis) est un joueur professionnel américain de hockey sur glace. Il évoluait au poste d'ailier gauche.

## Biographie

### Carrière en club
Brian et son frère Joe ont grandi dans « Hell's Kitchen » (« la cuisine de l’enfer »), un quartier de New York et ont pratiqué dès leur plus jeune âge le roller hockey dans les rues de la ville. Après avoir au hockey sur glace dans les rangs juniors avec des équipes de la région de New York, il est repêché par les Jets de Winnipeg au 128e rang, septième tour du repêchage d'entrée dans la LNH 1980.
À la suite de son repêchage, il rejoint l'Université du Wisconsin et joue pour l'équipe des Badgers. Il aide les Badgers à remporter le championnat de la NCAA en 1981. Après deux saisons à l'université, il passe directement à la Ligue nationale de hockey. Se retrouvant sur la même ligne que Dale Hawerchuk, il joue 80 parties pour 50 points avec les Jets lors de sa saison recrue.
Il passe cinq saisons avec les Jets avant d'être échangé à l'équipe de sa ville natale, les Rangers de New York, contre des choix de repêchage. Il représente les Rangers lors du 40e Match des étoiles de la LNH en 1988-1989. 
Après quatre saisons passées à New York, il passe aux mains des Sharks de San José en 1991, toute nouvelle équipe dans la LNH. Son passage en Californie ne dure qu'une saison puisqu'il est échangé l'année suivante à une autre équipe new-yorkaise, les Islanders de New York.
Le 9 août 1993, il subit un accident vasculaire cérébral causé par un caillot sanguin au cerveau. Son AVC affecte ses habiletés et il a dû subir une opération à cœur ouvert afin de réparer un trou dans son cœur, qui est à l'origine de son caillot sanguin. Rétabli de ses problèmes de santé et ses habilités étant revenu à la normale, il espère toujours revenir dans la LNH. Alors qu'il était prévu qu'il manque toute la saison 1993-1994, il a recommencé à patiner en octobre 1993 et il est autorisé par les médecins à reprendre l'entraînement avec les Islanders en février 1994. En mars 1994, les Islanders annoncent qu'ils souhaitent l'envoyer dans les ligues mineures afin qu'il puisse retrouver la forme, mais il subit toutefois des crises épileptiques qui le forcent à se retirer,,.
En 1995, il se voit remettre le trophée Lester-Patrick pour les services rendus au hockey aux États-Unis.

### Carrière internationale
Il a représenté les États-Unis au niveau international, mais ne parvient pas à remporter de médailles avec l'équipe. En sélection jeune, il a joué au championnat du monde junior à deux reprises (1980 et 1982). En tant que senior, il a joué la Coupe Canada 1984 et deux fois le championnat du monde (1989 et 1991).

## Statistiques

### En club
| Saison     | Équipe                  | Ligue      |     | Saison régulière | Saison régulière | Saison régulière | Saison régulière | Saison régulière |    | Séries éliminatoires | Séries éliminatoires | Séries éliminatoires | Séries éliminatoires | Séries éliminatoires |
| Saison     | Équipe                  | Ligue      | PJ  | B                | A                | Pts              | Pun              | PJ               | B  | A                    | Pts                  | Pun                  |                      |                      |
| 1980-1981  | Université du Wisconsin | WCHA       | 38  | 11               | 13               | 24               | 28               | -                | -  | -                    | -                    | -                    |                      |                      |
| 1981-1982  | Université du Wisconsin | WCHA       | 33  | 20               | 17               | 37               | 10               | -                | -  | -                    | -                    | -                    |                      |                      |
| 1982-1983  | Jets de Winnipeg        | LNH        | 80  | 24               | 26               | 50               | 14               | 3                | 1  | 0                    | 1                    | 0                    |                      |                      |
| 1983-1984  | Jets de Winnipeg        | LNH        | 75  | 21               | 41               | 62               | 28               | 3                | 0  | 3                    | 3                    | 6                    |                      |                      |
| 1984-1985  | Jets de Winnipeg        | LNH        | 69  | 32               | 39               | 71               | 32               | 8                | 1  | 2                    | 3                    | 4                    |                      |                      |
| 1985-1986  | Jets de Winnipeg        | LNH        | 79  | 28               | 34               | 62               | 38               | 3                | 1  | 2                    | 3                    | 6                    |                      |                      |
| 1986-1987  | Jets de Winnipeg        | LNH        | 69  | 19               | 32               | 51               | 20               | 9                | 4  | 2                    | 6                    | 0                    |                      |                      |
| 1987-1988  | Rangers de New York     | LNH        | 74  | 25               | 29               | 54               | 42               | -                | -  | -                    | -                    | -                    |                      |                      |
| 1988-1989  | Rangers de New York     | LNH        | 78  | 29               | 35               | 64               | 60               | 3                | 0  | 1                    | 1                    | 4                    |                      |                      |
| 1989-1990  | Rangers de New York     | LNH        | 76  | 27               | 41               | 68               | 42               | 10               | 2  | 2                    | 4                    | 8                    |                      |                      |
| 1990-1991  | Rangers de New York     | LNH        | 79  | 19               | 43               | 62               | 44               | 6                | 0  | 2                    | 2                    | 0                    |                      |                      |
| 1991-1992  | Sharks de San José      | LNH        | 72  | 18               | 28               | 46               | 66               | -                | -  | -                    | -                    | -                    |                      |                      |
| 1992-1993  | Islanders de New York   | LNH        | 81  | 18               | 14               | 32               | 28               | 18               | 3  | 4                    | 7                    | 2                    |                      |                      |
| Totaux LNH | Totaux LNH              | Totaux LNH | 832 | 260              | 362              | 622              | 414              | 63               | 12 | 18                   | 30                   | 30                   |                      |                      |

### En équipe nationale
| Année | Compétition                 |    | PJ | B | A | Pts | Pun                    |  | Résultat |
| 1980  | Championnat du monde junior | 5  | 2  | 3 | 5 | 0   | 7e place               |  |          |
| 1981  | Championnat du monde junior | 5  | 0  | 2 | 2 | 6   | 6e place               |  |          |
| 1984  | Coupe Canada                | 4  | 0  | 0 | 0 | 0   | Défaite en demi-finale |  |          |
| 1989  | Championnat du monde        | 10 | 2  | 3 | 5 | 4   | 6e place               |  |          |
| 1991  | Championnat du monde        | 10 | 4  | 4 | 8 | 6   | 4e place               |  |          |

## Trophées et honneurs personnels
- 1988-1989 : participe au 40e Match des étoiles de la LNH.

## Transactions en carrière
- 1980 : repêché par les Jets de Winnipeg au septième tour, 128e rang au total.
- 8 juin 1987 : échangé par les Jets aux Rangers de New York avec un choix de dixième tour au repêchage de 1987 (Brett Barnett) contre des choix de cinquième tour (précédemment acquis des Red Wings, les Jets repêchent Benoît Lebeau) et troisième tour (plus tard échangé aux Blues qui sélectionnet Denny Felsner) au repêchage de 1988.
- 30 mai 1991 : échangé par les Rangers aux Sharks de San José contre Tim Kerr.
- 24 août 1992 : échangé par les Sharks aux Islanders de New York contre les droits de Marcus Thuresson.